# Кривенко Євген Іванович
Євген Іванович Кривенко (3 лютого 1912, Варшава, Польща — 21 лютого 1960, Київ, УРСР) — український радянський прозаїк і поет, батько українського графіка та живописця Миколи Кривенка.

## З життєпису

Могила Євгена Кривенка

Учасник рад.-фін. та 2-ї світ. воєн. Бойові нагороди. 1914 з родиною переїхав до Полтави. У 1931 році закінчив Полтавський індустріальний технікум. З 1931 працював на будівництві шосейних доріг у Туркменістані, з 1933 — міських парків у Києві.
Учасник радянсько-фінської війни. Після Другої світової війни — на творчій роботі.
Автор:
- поетичних збірок: «Иду к тебе» (1956), «Радость моя, Украина» (1957), «Ласточки летают высоко» (1960), «Станция Мечта» (1961), «Стихотворения и поэмы» (1965);
- повістей: «Ночной сигнал» (1959), «Там, где была тишина» (1960, 1973, 1982), «Наша Любушка» (1962).

Похований в Києві на Байковому кладовищі (ділянка № 8-а).